# Watermolen Van Oudenhove
De Watermolen Van Oudenhove is een watermolen in de tot de Oost-Vlaamse gemeente Ninove behorende plaats Outer, gelegen aan de Roelandersweg 24.
Deze bovenslagmolen op de Molenbeek fungeerde als korenmolen en oliemolen.

## Geschiedenis
Al omstreeks 1500 was er sprake van een watermolen op deze plaats. Deze deed dienst als korenmolen. In 1770 werd melding gemaakt van een korenmolen tegenover deze molen zodat een dubbelmolen ontstond. In 1864 werd de tegenoverliggende molen omgevormd tot oliemolen. Deze deed dienst tot 1890 en werd toen omgevormd tot agrarisch gebouw.
In 1781 werd naast de watermolen ook een standerdmolen opgericht omdat het aanbod van water te gering was. Deze molen werd in 1847 afgebroken.
Iets voor 1879 kwam er een stoommachine die in een apart machinehuis stond opgesteld. In 1920 kwam er een gasmotor en in 1928 werd deze vervangen door een elektromotor. In 1967 werd het bovenslagrad verwijderd. Het bakstenen molenhuis werd tot woonhuis omgebouwd.